# Рені-Наливна
Рені́-Наливна́ — сортувальна залізнична станція Одеської дирекції Одеської залізниці.
Розташована на сході міста Рені Ізмаїльського району Одеської області на лінії Абаклія — Джурджулешти між станціями Фрикацей (10 км) та Рені (4 км).
Виконує комплектувальні дії для порту та в напрямку пункту контролю Рені. Вантажна робота з розпадом СРСР мінімальна.
Раніше обслуговувалась дизелем Рені — Етулія двічі на добу, але з 2020 року не обслуговується[джерело?].